# Conjunt monumental de la Roca

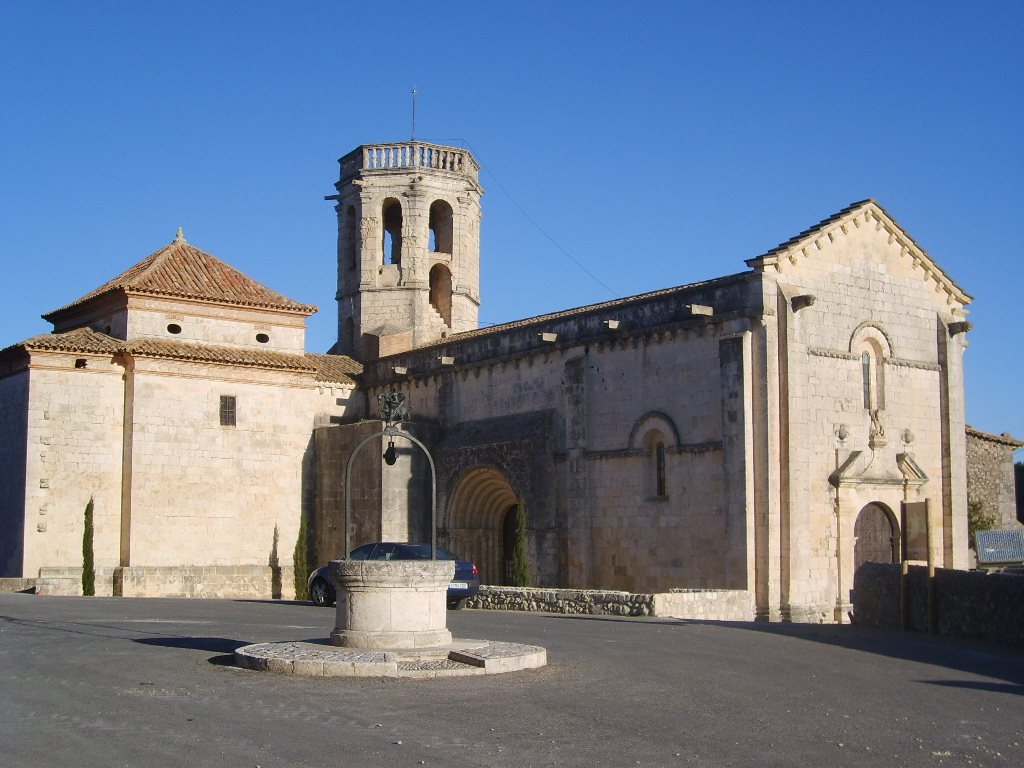
Església de Santa Maria, al Conjunt monumental de la Roca

El Conjunt monumental de la Roca està format per dues construccions del segle x i del segle xii, el Castell de Sant Martí Sarroca i l'església de Santa Maria, que estan situats a la població de Sant Martí Sarroca, a l'Alt Penedès, al cim del turó de la Roca. És un dels conjunts més ben conservats del romànic català i ambdós edificis estan catalogats com monument històric artístic d'interès nacional i formen part del museu municipal.

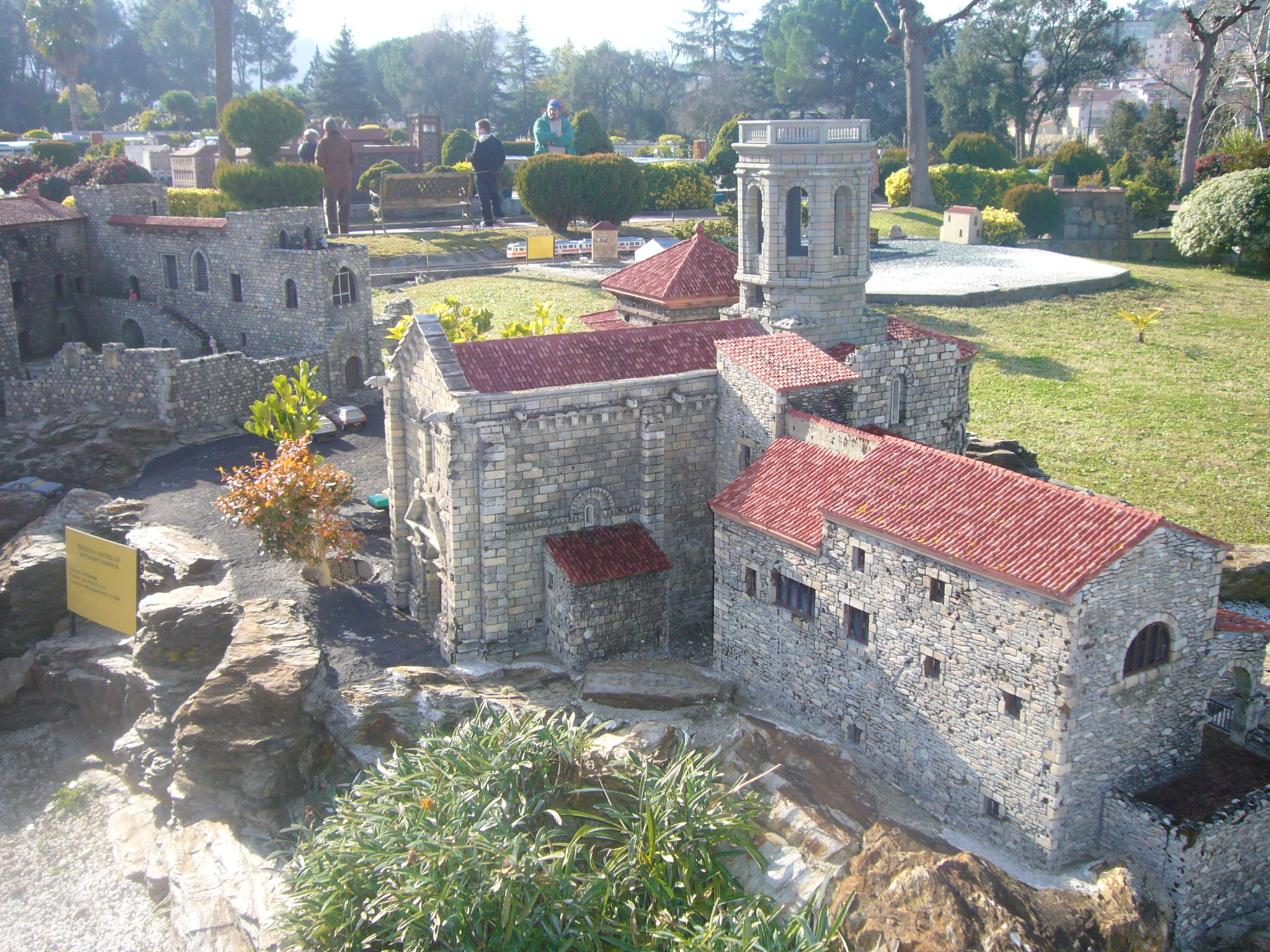
Maqueta del conjunt monumental de la Roca a Catalunya en Miniatura, amb el castell a l'esquerra i l'església a la dreta

El turó de la Roca i el seu conjunt monumental són el centre de referència del municipi de Sant Martí Sarroca. En el segle X el turó servia de punt de guaita i de protecció per als seus habitants. Anteriorment havia estat un assentament ibèric i també romà, segons diversos indicis.
Des de la baixa edat mitjana i fins al segle xix, al voltant del castell s'hi consolidà un nucli de població que donà origen de l'actual poble. El nucli va ser destruït durant la Primera Guerra Carlina (1833-1840). En aquesta època va començar el creixement del nucli de població de les cases noves, a baix al pla, com a cap del municipi i principal nucli de població. Els carrers de Casetes i de Cases Noves mostren l'expansió de la població fora del nucli murallat.